# 5593 Jonsujatha
5593 Jonsujatha eller 1991 JN1 är en asteroid i huvudbältet som upptäcktes 9 maj 1991 av den amerikanske astronomen Eleanor F. Helin vid Palomar-observatoriet. Den är uppkallad efter Jonathan B. Marsden och Sujatha Nagarajan, vänner till upptäckaren.
Asteroiden har en diameter på ungefär 7 kilometer och den tillhör asteroidgruppen Levin.